# SDガンダム外伝 機甲神伝説
SDガンダム外伝 機甲神伝説（エスディーガンダムがいでん きこうしんでんせつ）は、バンダイの玩具カードダスを中心とした企画。騎士ガンダムシリーズの第四作である。

## 概要
騎士ガンダムシリーズの第四弾。主要登場人物は、主に『機動戦士ガンダム シルエットフォーミュラ91』や『機動戦士ガンダム0083 STARDUST MEMORY』などのキャラクターや兵器がモデルとなっている。
物語は人類とMSが存在していない時期のスダ・ドアカワールドへ滅亡した月の王国の王子、ルナガンダムとネオガンダムが逃げ延び、それを追いかける形で月の悪の軍勢(ゲルニカ)がやってくる。そしてはるかな月日の後に記憶を失ったネオガンダムがダバード王国へ現れる所から物語が始まる。
前作『聖機兵物語』の裏でジークジオンが暗躍していた事が明らかとなる。聖機兵の胸に刻まれたGPの文字、謎のアイテムのままで終わった砂の十字架といった伏線や、支配されたGP02との決着、精霊騎士となったGP01らの見せ場も多く存在し、事実上前作と連動した続編となっている。
第1作から続いたジークジオンとの戦いも本作で決着を迎えており、次作『ナイトガンダム物語』からは本作の数十年後の世界が舞台となっている。
SDガンダム外伝は、カードダス及びカードダスハーフ・ファミコン・スーパーファミコン・漫画などでそれぞれ設定が異なるので、本項ではカードダス・カードダスハーフの設定で統一し、ファミコン・スーパーファミコン等での設定は個別に記入する。

## あらすじ
紅の神秘機兵
ネオジオン族との戦いから三年後。バーサル騎士ガンダムGP01は、パトロール中に森で記憶喪失の騎士を見つけた。その数日後、重魔騎士アトミックガンダムが率いるデラーズ国の軍勢がダバード王国を襲った。アトミックガンダムの狙いこそ、謎の騎士ネオガンダムであった。
六体の機甲神
窮地に陥ったダバード王国であったが、ネオガンダムと神秘機兵エルガイヤーの活躍により、デラーズ軍を退けることができた。ネオガンダムの唯一の記憶である「6」がデラーズ軍を倒す鍵となることを感じたGP01は、ネオと共に「6」の手がかりを探すたびに出る。
運命の三騎士
残り一体となった機甲神を探すネオを謎の機甲神カオスガイヤーが襲う。その操縦者は、洗脳されたネオの兄・ルナガンダムであった。
一方、デラーズ軍はダバード王国へ侵攻していた。ネオとエルガイヤーに深手を負わせたカオスガイヤーも合流、五体の機甲神と合体してガンジェノサイダーとなった。
光の超機甲神
ネオは覚醒した運命の三騎士の力を借りて、カオスガイヤーを倒すことに成功した。しかし戦いで傷ついた五体の機甲神はどこかへと飛び去ってしまった。
そして、赤い月の夜にデラーズ軍はダバード王国への総攻撃を開始した。本陣と引き離されたネオと運命の三騎士は、天空魔城ゲルニカに突入する。

## 登場人物
（）内はモデルとなったキャラクター

### 月の王国セレネス
スダ・ドアカワールドが存在する惑星の衛星である月の王国。高度に発達したテクノロジーを持っていたが、月の悪によって滅亡、人の住めない廃墟となる。
滅ぶ直前にセレネスの王は、もう一つの世界へ平和に暮らせるよう、二人の息子の全ての記憶を消して機甲神と共に逃し、二人は機甲神の生命維持装置によって現代まで眠っていた。
神秘騎士<ミステリーナイト>ネオガンダム/月光騎士<セレネスナイト>ネオガンダム（ネオガンダム2号機/明神タケル(マーズ)）
GP01に保護された記憶喪失の騎士。その正体は月の王国セレネスの王子。機甲神エルガイヤーの操手でどのような場所でも呼び出すことができる。記憶の中にある「6」という数字の謎を解きに、機甲神の捜索の旅に出た。後に超機甲神ガンジェネシスの操手となる。
コンプリートボックスの解説書にて描き下ろされた月の王国時代での姿では角が完全な形で描かれている。
初登場時ではHP2000+αだったが、その後アトミックガンダムとの戦いを経てHP10000にまで急成長し、最終的にはMP15000を誇った。
- 漫画：ダバード王国近くの森で倒れていたところを騎士GP01に保護された。

月影騎士<クレストナイト>ルナガンダム/薔薇騎士<ローズナイト>/仮面騎士（ネオガンダム1号機/マーグ/バラの騎士）
ネオの双子の兄。大破したアルテイヤーと共にデラーズ王国に回収され、洗脳装置付きの仮面を被せられて仮面騎士としてエギーユ王に仕えていたが、精神操作の隙をついて薔薇騎士として弟を助けていた。しかし、アトミックガンダムに薔薇騎士の兜を破損させられて正体がばれてサイコドーガによるさらなる洗脳を施され、カオスガイヤーの操縦者として弟と戦うことになる。
本来の姿においては、角の形状は三日月型で、鎧に描かれているラインは青色となっている。
初登場時（仮面騎士）のときには詳細なデータは不明だったが、その後薔薇騎士として弟を助けた時にはHPは8000、後の月影騎士ではHP11000となった。

### ダバード王国
前作『聖機兵物語』から引き続き登場するダバード王国の騎士達。実は国内には聖機兵の他に機甲神までもが隠されていたことが判明する。
バーサル騎士ガンダムGP01/バーサル騎士ゼフィランサス/精霊騎士ゼフィランサス（ガンダムGP01）
聖機兵機兵操手であった騎士。失われたガンレックスの代わりに、ガンレックスを模した「グランレックス」という機兵の操手を務めている。ネオガンダムを保護した事でデラーズとの戦いに巻き込まれていくこととなる。
機甲神捜索中、騎士ガーベラスの導きによってGP02・GP03と共に"運命の三騎士"として目覚め、最終決戦では再臨したガンレックスαに搭乗し、ネオガンダムを援護した。HPは12000～13000。
なお、運命の三騎士の"精霊騎士"という呼称は漫画版のみのものである。
- 漫画：各国の謎の襲撃事件を調査中にネオガンダムを保護する。

重騎士ガンダムGP02/精霊騎士サイサリス（ガンダムGP02）
魔の盾を拾ったことでジークジオンに憑依され、アトミックガンダムとなっていたダバードの騎士。
エルガイヤーとの戦いに敗れ、魔の盾が破壊されたことでジークジオンの呪縛から解放。その後GP01・GP03と共に運命の三騎士として目覚め、ジークジオンとの戦いに参戦する。HPは16000と3人の中では最も高い。
- 漫画：意識の無い治療中に運命の三騎士として覚醒する。

騎士ガンダムステイメン/騎士ガンダムGP03/精霊騎士ステイメン（ガンダムGP03ステイメン）
ダバード王国の騎士、装甲馬車オーキスの操主。GP01・GP02と共に運命の三騎士として目覚め、オーキスを装甲戦車ニューオーキスへと進化させた。最終決戦において自身はその主操手を務めた。HPは11000。
- 漫画：天空魔城ゲルニカ襲撃の際、ダバード城を守るため装甲馬車オーキスで出撃し奮戦する。

騎士ガンダムガーベラス（ガンダムGP04ガーベラ）
機甲神を探す旅の途中、協力を申し出てきた旅の騎士。その正体は騎士GP04であり、GP01・GP02・GP03の三人を運命の三騎士として導く役割を担っていた。HPは7000。
魔法剣士メテオガンダム（Hi-νガンダム）
ダバード王国の魔法剣士。元は僧侶だったが、退屈な修行生活に馴染めず、戦いの道に進んだ。テレパスソードという法術と剣術を合わせた技を持つ。機甲神の捜索に参加する。MPは8000～8500。
後にブリティス王国の円卓の騎士であったという史実が判明。このことを同僚達が知っていたかどうかは定かではない(詳しくは円卓の騎士の項目にて)。
- 漫画：出番は無い。

竜巻騎士ウィンディゼータ（ΖプラスA1型（アムロ専用機））
ダバード王国の騎士で対空機兵ディジェアムの操手。天空魔城ゲルニカ襲撃の際、ダバード唯一の空戦可能な機兵の対空機兵ディジェアムで出撃した。その後、機甲神の捜索に参加する。HPは7500。
召還士ルー（ルー・ルカ）
ダバード王国に仕える召還士。様々な精霊を召還することが出来る。機甲神の捜索に参加し、最終決戦にて自分の守護霊であるルードラゴンを召還し、ガンレックスαを再臨させた。彼女自身のHPは100。
剣士ジムカスタム（ジムカスタム）
GP01率いるダバード騎士団の剣士部隊。機動力が自慢の騎馬兵で、地上に降下したネオジオン族と戦う。HPは800。
戦士ロックガンタンク（ガンタンクR-44）
ダバード王国の戦士。ネオジオン族の天空魔城に驚愕している。HPは500とやや戦力不足。
兵士ジムレノン（ジム）
ダバード王国の下級兵士。HPは200と弱く、それゆえ数を頼りに町を死守する。一応槍を得意とし、足軽のように突撃する。
僧侶ジムキャノンII（ジムキャノンII）
ダバード王国の僧侶。騎士ジュドーとともに、ネオガンダムとの旅に志願した。MPは1800～2200と相棒の騎士ジュドーに比べてかなり能力は高め。
騎士ジュドー/操手ジュドー（ジュドー・アーシタ）
ダバード王国の人間種の騎士。HPは250で、初登場時のアムロと同程度の能力だが、ネオジオン族のモンスターにすら通用しそうにない。ネオガンダムとともに旅に出た後、自分の力不足を感じたのか、今度は格闘機兵スタンリープの操手となった。このときのHPは400。
砲兵ジムコマンド（ジム・コマンド）
ダバード砲兵部隊所属。天空より攻めてくるデラーズ軍に対抗するために砲撃を繰り返すが、あまり効果は望めないようである。HPは700。
闘士ラムダガンダム（FAZZ）
ダバード王国の闘士。HPは8500とユニオン族でも最強クラスの闘士で、騎士ですら歯が立たないほど。運命の三騎士を尊敬している。
戦士ハーディガン（ハーディガン）
ダバード王国の戦士。ガーベラスの正体を知る数少ない人物の一人。HPは2000。
兵士ヘビーガン（ヘビーガン）
砂浜に展開したダバード王国の兵士。HPは500で、黒いエルガイヤー（カオスガイヤー）に困惑している。
操手ジムR（ジム改）
砲台機兵ムーバータンクの操手。HPは350。
兵士ジムレックス（陸戦用ジム）
ダバード王国の兵士。HPは400で、絶え間なく変化していくジークジオンの姿に困惑している。
戦士ネモサード（ネモIII）
ダバード王国の戦士。HPは1200で、変貌したジークジオンの姿を見て、かつてのガンレックスを思い出す。
騎士シエンニードル（フルアーマー百式改）
ダバード王国の騎士。HPは3100で、騎士としての腕前もなかなかのもの。光の波動を感じ取り、ガンジェネシスの誕生を予感する。
祈祷師リ・メタス（メタス改）
ダバード王国の祈祷師。今後のスダ・ドアカワールドの行く末を占うが、今までにない凶相が出て当惑している。MPは2000と、ジムキャノンIIに匹敵するほどの魔力を有している。
女王ニナ（ニナ・パープルトン）
ダバード王国の女王。
王子コウ（コウ・ウラキ）
アルビオン王国の王子
家臣モーラ（モーラ・バシット）
騎士ルセット （ルセット・オデビー）
精霊スピリットガイスト
召還士ルーが呼び出した炎の精霊。業火で敵を焼き尽くす。炎を操る存在らしく、性格もかなり豪快。MPは5000。
精霊クラウドバスター
天候を操る精霊。召還士ルーの呼び掛けに応じ、出現した。天空から攻めるモンスターたちに対抗するため、気流を操り、ネオジオン空軍を混乱させた。MPは5300。
精霊フラッシュストーク
光を操る聖なる精霊。聖なる光で邪悪なる存在を攻撃する。MP5500と、精霊たちの中では能力が高いほうでもある。
精霊ルードラゴン
自分の全生命力をかけてルーが呼び出した最強の精霊。召還士ルー自身ともいうべき存在で、その力はかつてのルーンカロッゾとの戦いで消滅したガンレックスを召還するほど。MPは8000。

### フレメン族
占い師フラナガン（フラナガン）
フレメン族の占い師。ネオガンダム達にアバロン山へと向かうように助言する。MPは150。
フレメンシンタ（シンタ）
フレメン族の少年。村への案内をした。HPは80。
騎士ガンダムフレメンサイコ（サイコガンダム）
フレメン族を守る騎士ガンダムの一人。HPは4600と、かなり高い能力を持つ。過酷な砂漠で鍛え上げた体が自慢で、剛剣と盾を駆使してネオジオン族の部隊と対決する。
砂塵騎士クラスターガンダム（クラスターガンダム）
フレメン族を守る騎士ガンダムの一人。パワータイプのフレメンサイコに対してこちらは技を駆使するタイプ。砂漠の蜃気楼を利用して自らの分身を作り出し、敵の目を欺く。HPは5500で、ネオジオン族とも互角に戦える実力者。
操主フレメンジム（デザート・ジム）
フレメン族が唯一保有する機兵ギーガーネモの操主。HPは200。
モンスターボーンビグロ（ビグロ）
フレメン地方に生息している土着モンスター。骨格むき出しの脚が特徴。HPは240とネオジオン族のモンスターと比較してもかなり低い。
モンスタースコーピオドック（バウンド・ドック）
フレメン地方に住み着いたサソリ。2匹で登場し、素早く動いてしっぽの針で毒を注入しようとするが、個体としての力はかなり低い。HPは300。
モンスターヴァサーメン（マリン・ハイザック）
アバロン山の山頂の湖に生息している土着モンスター。精霊に近いらしく、わずかながらに魔力を備えている。MPは420。

### ラクロア王国
騎士団長アムロ（アムロ・レイ）
終盤、ラクロア騎士団を率いて再び駆けつける。HPは5000と、シリーズ中でも人間種としてトップクラスの能力を持つ。

### デラーズ王国
領土を持たず天空魔城ゲルニカという空飛ぶ城で拠点ごと移動する謎の王国。天空魔城ゲルニカや兵器群は遥か昔、月の王国を滅ぼした月の悪が地上に逃げた王子を追うため地上に派遣したものである。かつての人員と現在の所有者の関係性は不明。3年前、ダバード、ラクロア、ブリティス連合軍により滅ぼされたネオジオン族の残党を吸収し、またかつてのジオン族の強敵たちを再生し、一大勢力と化した。

#### 主要人物
グレンモンスタージークジオン/ジークジオンマブーゼ/ジークブレイン（ザクレロ/ズール皇帝）
騎士GP02やエギーユ王に取り付いていたジークジオンの最終形態。
ジオン族の皇帝としてラクロア王国で騎士ガンダムと戦い、騎士シャアに呪いをかけた。一時、騎士ガンダムとアルガス騎士団によって絶命したかと思われたが、ジークジオン編で見せた姿はスペリオルドラゴンと同じく地上で活動する為の仮の肉体(モンスターザクレロキャットの迫害の怨念に誘われて変貌したものである)に過ぎず、本体は魔の盾に封印されていた。そして盾を手にしたガンダムGP02を操り、エギーユ王が魔の盾を割ったことで復活してエギーユ王に憑依した。仮の肉体とはいえ、自分を倒したガンダム族への恨みしか頭にはなく、その目的はユニオン族だけでなくネオジオン族も含む全生物の抹消。グレンモンスター時のMPは30000で、核が変貌したジークブレイン時には20倍の600000、更に変形した最終形態マブーゼでは1800000にまで上昇する。
モンスタージオンシード
グレンモンスタージークジオンの肉片から生まれた不気味な生物。MPは730で、個体としては弱いものの、大挙して押し寄せてくるのが強み。ジークジオンの思考を受け継ぎ、ユニオンもネオジオンも関係なく襲いかかる。
重魔騎士アトミックガンダム/大魔騎士アトミックガンダム（ガンダムGP02）
ジークジオンに憑依されたGP02。デラーズ王国の重臣としてエギーユ王を影で操っていた。魔力により機兵並みの大きさに巨大化することができる。重魔騎士のときにはMP8700、その後魔力で巨大化したときには200000、一時はエルガイヤーに倒されるものの六体の機甲神のときには250000にまで上昇したがエギーユ王に魔の盾を割られて再び下がった。巨大化してガゼルバイヤ－を従えて2体で戦ったが、弱化化したところを4体の機甲神に敗れて、元のサイズに戻り正気を取り戻した。魔の盾に封じられながらにしてGP02を操っていたジークジオンは、魔の盾が割られたことで復活してエギーユ王の肉体に憑依することとなる。
エギーユ王（エギーユ・デラーズ/ギロン）
デラーズ王国の国王。ジークカロッゾ亡き後のネオジオン族残党を配下に加えた。アトミックガンダムの独断による苦境で錯乱してアトミックガンダムを憎しみで攻撃してしまうが、これによって魔の盾が割れて封印されていたジークジオンの魂が復活、憑依されてしまう。HPは350～400。
軍師クワトロ/騎士シャア（シャア・アズナブル）
デラーズ王国に雇われた軍師。しかし、その正体はかつてスペリオルドラゴンと共にジークジオンと戦った騎士シャアであり、打倒ジークジオンのためにあえてネオジオン族に属していた。ジークジオンが復活した際に正体を明かし、ダバード王国側に加勢する。機兵の上からダバード軍を観察している。軍師クワトロとしてはHP500、騎士シャアとしてのHPは700。本作での軍師クワトロの時の容姿は『逆襲のシャア』時代のシャアのものだが、正体を明かした際に前髪が解けかかっており、エピローグでは完全に以前の髪型に戻っている。

#### 第一章
モンスターボリノークマミー（ボリノーク・サマーン）
ダンジョンで出現するミイラ男。複数で行動し、生者を見かけると唸り声を上げつつ襲い掛かってくる。HPは570。
モンスタージャムルワインダー（ジャムル・フィン）
ネオジオン族の大蛇のモンスター。長大な胴体を巻きつけ、動きを封じてからかみついてくるのが特徴。HPは610。
モンスターバンシーキュベレイ（キュベレイ）
高山などによく出没するネオジオン族のさまよえる呪縛霊。強力な呪いで攻めてくる。HPは780。
モンスターウィングズサ（ズサ）
ネオジオン族の空軍に所属する高等モンスター。その名の通り翼をもつモンスターで、天空船ペールギュントから大挙して出現し、上空から槍を落として攻めてくる。HPは1430。
モンスターナイトアッザム（アッザム）
ネオジオン族のモンスターで、かつてのスライムアッザム達が騎士の鎧で身を固めた姿。スライムアッザム同様複数で行動し、一斉に襲い掛かる。HPは2000。
リベンジモンス騎士ゲルググ（シャア専用ゲルググ）
かつてジオンブラック城で倒された騎士ゲルググがネオジオン族の魔力により獣化再生したもの。その影響か凶暴性が増している。HPは3200。
リベンジモンス呪術士メッサーラ（メッサーラ）
かつて石の城で倒された呪術士メッサーラがネオジオン族の魔力により獣化再生したもの。呪術士というよりモンスターに近くなっており、魔力の代わりにパワーを獲得した。HPは4600。
戦士ゲルググマリーネ（ゲルググM）
ネオジオン族の戦士。天空に奔った紅の光に目を奪われている。今までのシリーズの戦士とはケタ違いの能力を持つ。HPは6400。
爆裂闘士ギラ・ドーガ（ギラ・ドーガ(レズン機)）
火薬の扱いに長じたネオジオン族の爆裂闘士。敵だけでなく自分や味方まで爆発に巻き込もうとする危ない性格の持ち主。HPは6500。
騎士グフトライ（グフ試作実験機）
ネオジオン族の騎士。天空魔城の空中回廊で待ち受けている。自信家なのか、「もっと気合を入れてこい」と挑発した。HPは2900。
騎士マシュマー/操手マシュマー（マシュマー・セロ+ハンマ・ハンマ(鎧甲)）
ネオジオン族の人間種の騎士。ネオジオン族の陸上部隊の指揮官で、ネオガンダムの捜索を行っている。「六体の機甲神」編では自ら直属の部下であるゴットン、グレミーとともに機兵ガゼルバイヤーに乗り込みエルガイヤーと対決したが、力及ばず敗れ去った。HPは800～1000。

#### 第二章
モンスタータートルカプール（カプール）
洞窟の中に住み着いた亀のモンスター。タートルゴッグに近い種族だが、必ずしも水辺でなくても生活できる適応力を持つ。複数で行動し、自慢の爪で攻撃する。HPは550。
モンスターミノタウロデナン（デナン・ゲー）
ネオジオン族に従う上級獣人族。モンスターグフタウロスに近い種族だが、HPは3300とその戦闘力はネオジオン族の闘士や騎士たちにも匹敵し、フレメン地方のモンスターなど比較にもならない。集団で行動し、自慢のアックスと怪力で敵を打ち砕く。
魔物使いマウアー（マウアー・ファラオ）
ネオジオン族デラーズ王国の魔物使いで、召還士ルーとは対をなす存在。だが、ルーが精霊を呼び出すのに対し、こちらはモンスターハイザックコングしか召還できない。MPは100で、個人の能力としてはルーと対等。
召還モンスターハイザックコング（ハイザック・カスタム）
魔物使いマウアーに召還された大猿。HPは900と、ルーの呼び出す精霊と比べると力不足。
操手マラサイ（マラサイ）
機兵ガゾウムスラッシャーの操手。HPは300で、性格はかなり荒っぽい。
兵士エビル・S（エビル・S）
ネオジオン族の最下級兵士。HPは200で、能力は低い代わりに数が非常に多く、犠牲をもいとわず前進を行う。
斥候サクスカウター（ザク強行偵察型）
ネオジオン族の斥候で、ネオガンダム達を尾行していた。HPは150。
戦士ドーベンウルフ（ドーベン・ウルフ）
ネオジオン族最強の戦士で、普通の戦士としてはシリーズ全般を通してもトップクラスの実力を誇る。HPは6600。
騎士ドムトローペン（ドム・トローペン）
フレメン砂漠で待ち受けるネオジオン族の騎士。3体で行動する。HPは5600と、やはり普通の騎士としては最強クラス。
瞬速騎士R・ジャジャ（R・ジャジャ）
ネオジオン族の上級騎士のひとり。爆裂闘士ギラ・ドーガや高貴騎士キングマンサ、モンス騎士クラブギャプランなどと同格の実力者で、エギーユ王の側近。目にもとまらぬ高速移動を得意としており一瞬にして敵を葬り去ることから、本人をして「死神が舞い降りる」と言わしめるほど。HPは7800。

#### 第三章
モンスターオークドライセン（ドライセン）
ネオジオン族の下級モンスター。知能は低いが代わりにパワーを生かした突進攻撃を仕掛けてくる。HPは480。
モンスターバジリスクゴッグ（ゴッグ）
ネオジオン族の下級モンスター。蛇のように長い舌をもち、複数の腕を振り回して攻撃する。HPは620。
モンスターヘルハウンドバウ（バウ）
ネオジオン族の猟犬。狩りは複数で行うという習性があるためか、どんな場合においても常に集団で攻撃してくる。動きが素早く、こちらの攻撃をしばしばかわすことも。HPは740。
モンスターマンティコアガザC（ガザC）
ネオジオン族の魔法生物。高い知能を持ち、魔法を使うことができるモンスター。MPは950。
モンスターザハークガッシャ（ガッシャ）
ネオジオン族の上級モンスター。頭部の複数の蛇が名前の由来。怪力自慢のモンスターで、突進攻撃の威力はかなりのもの。HPは1330。
邪霊士ハンブラビ（ハンブラビ）
ネオジオン族の言霊使い。能力は低いが、言霊を操るという今までにないタイプの種族。MPは590。
兵士ザクII（ザクII）
ネオジオン族の陸上歩兵部隊。普通の兵士の中では最強。HPは810。
戦士アイザック（アイザック）
ネオジオン族の戦士。HPは1800。前の戦いで破壊したはずのオーキスが空を飛行している様を見て、驚愕している。
闘士ドワッジ（ドワッジ）
ネオジオン族の闘士。たった一人で荒野で待ち受けている。HPは2800と、普通の闘士としては最強の実力者。湾曲した武器で攻撃してくるのが特徴。
幽騎士マラサイ（マラサイ）
かつて石の城で倒された騎士マラサイがネオジオン族の手により再生したもの。騎士ゲルググや呪術士メッサーラとは異なり、獣化再生ではないため、精神には異常は見られない。かつての幽騎士たちと同様に、ガンダム族を追い詰める。MPは4300。
操手ガルバルディα・β（ガルバルディα・ガルバルディβ）
双機兵ガズアル・ガズエルバルディの操手。2人とも息はぴったりと合っており、その絶妙なコンビネーションで敵を翻弄する。HPは1000。
サイココンバーターサイコドーガ（サイコ・ドーガ）
対象者の精神を操るサイココンバーターと呼ばれる術者。MPは1200。ルナガンダムの精神を支配し、ジークジオンの忠実な僕にしようと企む。

#### 第四章
モンスタートードマラサイ（マラサイ）
ネオジオン族の最下級モンスター。巨大なヒキガエルの化け物で、数は多いものの個体としては最弱クラス。HPは350。
モンスターエイプデナンゾン（デナン・ゾン）
ネオジオン族の下級モンスター。動きが素早く、常に群れをなして行動する。HPは480。
モンスターグラブロフェニックス（グラブロ）
ネオジオン族の飛行モンスター。種族としては、怪鳥ガゥーダに近く、空から急降下攻撃を仕掛けてくる。また、チベハーピーのように魔力も備えており簡単な魔法も使用できる。MPは670。
モンスターアンデッドジオング（ジオング）
かつてジオンブラック城で騎士ガンダムたちに倒されたジャイアントジオングのなれの果て。かつての恨みを晴らすべく突然洞窟の奥から襲い掛かる。MPは920と、かつての2倍弱となった。
モンスターデスビグザム（ビグ・ザム）
ネオジオン族の上級モンスター。天空魔城ゲルニカに続く通路で出現し、巨体を揺るがしてのし歩き、目の前の敵を踏みつぶそうとする。種族としてはゴーストビグザムに近い。MPは1300。
兵士ギラ・ドーガ（ギラ・ドーガ）
ネオジオン族の兵士。エギーユ王が失踪して統制が取れない状態にあり、困惑している模様。HPは630。
重戦士リックドムII（リック・ドムII）
ネオジオン族の重戦士。HPは2800で、重戦士ではあるものの同時期のネオジオン族の戦士と比べて若干能力は低め。ジークジオンが世界を破滅させようとしていることを知って当惑し、一時ガンダムたちとは休戦した。
戦士ケンプファー（ケンプファー）
ネオジオン族の戦士。天空魔城の空中回廊を守る戦士で、エギーユ王が失踪し、指揮系統がマヒ状態にあるネオジオン族にあって、果敢にも一人で勝負を挑んできた。HPは4600。戦士でありながら、重戦士以上の能力を誇っている。
高貴騎士キングマンサ（クィン・マンサ）
ネオジオン族の中でも特権階級に属している上級騎士。瞬速騎士R・ジャジャらとともに、エギーユ王の側近を務めていた。ジークジオンの再臨を信じておらず、また自身もジークジオンではなくデラーズ王国に忠誠を誓っているため、ジークジオンのことを呼び捨てにしている。ジークジオンの側近だったゼノンマンサとは血縁。MPは8700。
モンス騎士クラブギャプラン（ギャプラン）
ネオジオン族の技術により改造された騎士で、改造の甲斐あってかその実力はHP9200と高貴騎士キングマンサをも凌ぐ。世界がどうなろうと知ったことではないと豪語し、ガンダムたちの言葉には耳を貸さず斬りかかってきた。片手がハサミになっている。
将校ジレ（ジレ・クリューガー）
ネオジオン族の将校。だが、エギーユ王がジークジオンに体を乗っ取られていたことを知り、動揺を隠せないでいる。HPは240。

### 神族
スペリオルドラゴンEX（Ex-Sガンダム）
世界を創世した12神の一角でスダドアカワールドの守護神。ジークジオンの復活を感知して自らアルガス騎士団の魂を纏って出現、ネオガンダムや騎士シャア達を導いた。MPは50000。
元祖SD No.123。

## 登場メカ

### 機甲神
月の王国セレネスで作られた、聖機兵と同じく枯渇しないエネルギー源を持ち、操縦者の思念によって動く機兵。七曜の星を意図した命名と設計がされており、計7体作られた。真の姿は七体の合体による巨大な機兵。後に本編に登場した姿は「未完成状態」であったことが判明する。
『六神合体ゴッドマーズ』のゴッドマーズが混ざっている。（）内はモチーフと思われる機体名、〔〕は該当すると思われる星名(横井孝二により、真の機甲神とギガンティス・カオスガイヤー以外の該当惑星は発表されている)。

#### 光と影の機甲神
月の王国セレネスの王族にしか操縦出来ない有人型機甲神。
神秘機兵エルガイヤー（ガイヤー）〔月→太陽(アルテイヤーにより正式判明)〕
記憶喪失中のネオガンダムの前に現れた真紅の機兵。機甲神ではなく神秘機兵なのは記憶喪失中だった為。MPは200000+α。機甲神エルガイヤーとしては「六体の機甲神」ではMP210000、「運命の三騎士」ではMP220000、「光の超機甲神」ではMP250000。
本来は兄ルナガンダムの専用機だが、後述の諸事情でネオガンダムが操縦する。
当時はネオガンダム周りの描写から月がモチーフだと思われていたが、後年に太陽だったと判明した。
所有武器は赤燐光剣（ロットフルーレ）と盾のレイディフェンサー、フェニックスランス(スーパーオーキス搭乗時)。必殺技はパトスグランジ、スーパーオーキス搭乗時の必殺技はバビロンフェニックス。
元祖SD No.0008。
機甲神アルテイヤー〔月〕
エルガイヤーと対になる、カードダス20周年プレミアムコンプリートボックスにて新たに書き起こされた7体目の機甲神。
元々ネオガンダムが操縦する機甲神だったが、月から脱出する際に損傷したため、ネオを助けるためにルナガンダムが乗り換えて、スダドアカワールドに降下している。大破したが生命維持装置は機能しており、後に機体はネオジオン族によってルナと共に回収され、カオスガイヤー建造のために利用された。
所有武器はサテライトキャノン。
影機甲神カオスガイヤー（OVA版ガイヤー）〔不明。元となったアルテイヤーは月〕
エルガイヤーと対になる闇の機甲神。「6」の機甲神に該当するのかどうか曖昧な設定であった為、色々と謎の多い機甲神だった。操縦者はルナガンダム。
後にネオガンダムの専属機甲神だったアルテイヤー(大破)をデラーズが利用し、ガゼルバイヤーを試作機として造られた機体だと判明する。MP220000。
所有武器は暗黒魔剣（ダークネスフルーレ）と盾のカオスディフェンサー。必殺技はバックパトスグランジ。
元祖SD No.0016。

#### 「6」の機甲神
ダバード王国とその周辺国家に隠されていた自立稼動型の機甲神。「6」というのは記憶を失ったネオが覚えていた数字からきている。「6」が揃った時、すべての悪が滅びるという。セレネス王族の思念に反応しその支配下に入る為、王族不在時には普段は何らかの形にカモフラージュしており、敵対者に対して防衛行動をとる。
黄火の機甲神マーキュリアス（ラー）〔火星〕
火のゴーレムとしてアバロン山の火口にいた火の機甲神。火のゴーレム時にはMP45000で、「六体の機甲神」ではMP120000、「運命の三騎士」ではMP100000、「光の超機甲神」ではMP110000となる。
所有武器は灼熱炎剣（カロルフルーレ）。
元祖SD No.0020（ジュピタリアスとセット）。
- 漫画：アクアリウス(水のゴーレム)と敵対していた。

青水の機甲神アクアリウス（シン）〔水星〕
水のゴーレムとしてアバロン山の湖にいた水の機甲神。水のゴーレム時にはMP45000で、「六体の機甲神」ではMP120000、「運命の三騎士」ではMP100000、「光の超機甲神」ではMP120000になっていた。
所有武器は青水流剣（ブルーフフルーレ）。
元祖SD No.0021（オルフェリスとセット）。
- 漫画：マーキュリアス(火のゴーレム)と敵対していた。

緑樹の機甲神ジュピタリアス（タイタン）〔木星〕
どこかにいた樹木の機甲神。機甲神の中で唯一デラーズ軍に発見・鹵獲され死機兵エビルシャドウとして操られていた。MP120000。
所有武器は緑樹魔剣（ベルデフルーレ）。
元祖SD No.0020（マーキュリアスとセット）。
白晶の機甲神オルフェリス（ウラヌス）〔金星〕
フレメン村の守護神像として崇められていた水晶の機甲神。MP100000～110000。
所有武器は白晶透剣（ハルトフルーレ）。
元祖SD No.0021（アクアリウスとセット）。
黒地の機甲神ギガンティス（スフィンクス）〔土星？〕
孤島に封印されていた大地の機甲神。MPは120000～150000。
所有武器は黒石岩槍（シュヴァルツジャヴェロ）と盾のコルプス・ディフェンサー。
元祖SD No.0022。

#### 真の機甲神
全ての機甲神が合体した姿。後の展開で、本来合体する筈だった機甲神の一体が大破した為に登場したのは不完全態であったことが判明する。対応する星があるかは不明。
超機甲神ガンジェネシス （ゴッドマーズ）〔不明。核となるエルガイヤーは太陽〕
エルガイヤーを中心に、「6」の機甲神が合体した姿。
武器は6体の武器を合体させたジェネシスブレード。
MP1200000～1800000。
闇機甲神ガンジェノサイダー （OVA版ゴッドマーズ）〔不明。核となるカオスガイヤーの元であるアルテイヤーは月〕
カオスガイヤーを中心に、「6」の機甲神が合体した姿。
武器は6体の武器を合体させたジェノサイドブレード。
MP1100000。
超機甲神ガンジェネシス（ファイナルVer.)
カードダス20周年プレミアムコンプリートボックスにて判明した、7体全ての機甲神が合体した超機甲神の本来の姿。背中部分にアルテイヤーが合体することで機動力が上昇している。月からの脱出にてアルテイヤーは大破の上、カオスガイヤー建造に利用された為本編未登場となる。『ナイトガンダム物語』編に登場するガンジェネシスとスーパーオーキスの合体形態は、この背中部分にあるアルテイヤーとの合体システムが応用されている。。なおネオの記憶にあった「6」とは、本当はネオ自身が搭乗していたエルガイヤーは含めず、アルテイヤーを含めた他6体の機甲神のことだったのかもしれないとされている。）
武器はファイナルジェネシスブレード。
MP2000000。

### ダバード王国
機兵グランレックス
シーブックの製作した、ガンレックスに似た外見を持つ機兵。バーサル騎士ガンダムGP01がガンレックスの代わりに搭乗していた。ガンレックスを模倣しただけのことはあり能力は高いが、それでもネオジオン族の機兵軍団に対抗するにはやや力不足。MPは130000と、かつての邪機兵と同程度の実力を誇る。
機兵バーロンディアス（リック・ディアス）
ダバード史上初の飛行能力を有す機兵。シーブックがネオジオン族に対抗するために製作した。MPは30000で、機兵としての能力は低めだが、初の飛行能力を持つ機体としてネオジオン族の降下機兵軍団相手に善戦した。
対空機兵ディジェアム（ディジェ/ジャイアントロボ）
竜巻騎士ウィンディゼータが駆る機兵。製作者はシーブック。空から攻めてくるネオジオン族に対抗するために造られたが、やはり多勢に無勢であるため、結果的に劣勢に立たされた。MPは75000で、単体としては降下機兵ド・ラージェよりも能力が高い。
機兵ギーガーネモ（ネモ）
フレメン地方にまで侵出してきたネオジオン族に対抗するためにフレメン族が急遽開発した機体。MPは78000で、急ごしらえとはいえその能力はかなり高い。フレメンジムが操主。
格闘機兵スタンリープ（スタンダード）
対格闘戦専用に作られた機兵。格闘戦を基に設計されているため、武器は一切装備していない。何体か試作されたが、そのうちの1体の操主が騎士ジュドー。MPは38000。
砲台機兵ムーバータンク（ガンタンクII）
強力な砲台を搭載した機兵軍団。キャタピラで移動するため、機兵というよりもむしろ戦車に近い性質を持つ。MPは35000で、操主はジムR。
真聖機兵ガンレックスα
ルーンカロッゾとの戦いの後、消滅してスダドアカ全土に広がる魂として地上を見守っていたガンレックスが、最終決戦において精霊ルードラゴンの力により再臨した姿。ジークジオンの呪術によって落下してくる月を食い止めた。MPは700000を誇る。操主はバーサル騎士ゼフィランサス。携帯アプリで展開されたRPGでは、スーパーオーキスと合体することが明かされた。現在のところ書籍等では描かれていないため、ゲームオリジナルである可能性が高い。
装甲戦車ニューオーキス/スーパーオーキス（ガンダムGP03デンドロビウム/コスモクラッシャー/ペガス(飛行形態)）
運命の三騎士の力によって覚醒したオーキスの真の姿。全自動となりデンドロとビウムは02・03を乗せる。搭乗者の能力を5倍にまで引き上げる。
スーパーオーキス時は機兵を1体乗せて飛行することが可能で、エルガイヤー搭乗時にはコンテナ左右に設置されたランスを連結したフェニックスランスを使用する。
元祖SD No.0019（商品名は「機甲戦車スーパーオーキス」）。

### デラーズ王国
天空魔城ゲルニカ
国土なき王国デラーズの本拠地。ロナ派ネオジオン族の残党を率いてダバード王国に進軍した。その正体は、『新約SDガンダム外伝 新世聖誕伝説』の黒幕である機重奇神ジークドミヌスがスタ・ドアカワールドへの侵攻のために作った要塞。
侵攻要塞グランザム（グランザム）
ネオジオン族の陸戦用戦艦。MPは7000で、内部に多くの兵士や戦士たちが潜んでおり、陸上部隊の指揮官である騎士マシュマーの指揮の下、進軍を開始した。
降下機兵ド・ラージェ（ドラッツェ）
天空魔城ゲルニカから降下してきた降下部隊の機兵。MP70000で、対空機兵ディジェアムともほぼ互角なうえ、ゲルニカから何体も降下してくるため、空に対する備えに乏しいダバード軍にとってかなりの脅威となる。
飛行機兵ストンプ・アジール（α・アジール）
降下機兵ド・ラージェとともに降下してきた巨大機兵。巨体ながら、ただ降下するだけではなく飛行する能力も備えた機体で、MPは140000を誇り、単体でもグランレックス以上の能力を持つ。
天空船ペールギュント（ペールギュント）
ネオジオン族の飛空戦艦。先に降下したド・ラージェやストンプ・アジールを後方援護するために出撃した。無数のウィングズサを降下させて攻めてくる。MPは10000で、機兵よりは攻撃能力は劣るがいくつもの砲門がある。
特攻機兵ゲ・マーク（ゲーマルク）
ネオジオン族の特別攻撃隊。MPは35000で、主な役割は捨て身で敵の陣地に飛び込むことである。
死機兵エビルシャドウ
詳細はジュピタリアスの項目を参照。MPは100000～100000+α。
機兵ガゼルバイヤー
前回の戦いでの敗北を基に、騎士マシュマーが部下たちに対エルガイヤー戦用に機甲神を模して作らせた、カオスガイヤーの試作機。ゲルニカより発進しエルガイヤーを迎え撃つが、その性能を超えることはできなかった。MPは200000で、操主はマシュマー他2名。
機兵ガゾウムスラッシャー（ガ・ゾウム）
天空魔城より出撃した新たな機兵部隊。独特な形の武器で相手を切り裂く戦法を得意としている。やはり何体も同種がおり、連携プレイも抜群。操主はマラサイ。MPは65000。
双機兵ガズアルガズエルバルディ（ガズアル・ガズエル）
2体同時に開発された機兵のため、双機兵と呼ばれる。常に2体一組で攻撃するため、コンビネーション能力はかなり高い。MPは80000。操主も双子のガルバルディα・β。
空戦機ブラウブロ（ブラウ・ブロ）
ネオジオン族の空戦機。編隊を組み空から攻撃する。MPは130000。その攻撃目標はジークジオンであり、既にこの段階ではユニオン族もネオジオン族もなく、全ての存在を滅ぼそうとするジークジオンを共通の敵として団結して闘っていた。

## 作中における裏話
- 機兵ガゼルバイヤーはカードダス発行600枚目を記念して一般読者から公募された特別機兵である。

## 漫画版
- 「SDガンダム外伝 騎士ガンダム 機甲神伝説」 ほしの竜一

コミックボンボンにて1993年から1994年にかけて連載された。前作までの「騎士ガンダム物語」に一旦区切りをつけ、本作からシリーズ毎に漫画版が描かれるようになる。

## ゲーム版
- 「SDガンダム外伝 ナイトガンダム物語 聖機兵と機甲神」